# Edu Sales
Eduardo Junqueira Sales, znany również jako Edu Sales (ur. 13 grudnia 1977 w São Paulo) – brazylijski piłkarz grający na pozycji pomocnika. Obecnie jest zawodnikiem portugalskiego Nacional Funchal. W drużynie z Funchal występuje z numerem 11. Mierzy 173 cm wzrostu.
Dotychczas przez większość swojej kariery występował w rodzimych klubach, ale grał także w drużynach z Korei Południowej, Grecji oraz Francji.